# Quintilo
Marco Aurelio Claudio Quintilo (en latín, Marcus Aurelius Claudius Quintillus), más conocido en la historiografía romana como Quintilo, fue un emperador romano que gobernó en el año 270.
Originario de Iliria, no se sabe nada de su vida anterior, aunque probablemente fungió como procurador de Cerdeña durante el reinado de su hermano, Claudio II el Gótico; tras su muerte por una epidemia, fue proclamado emperador, pero pronto se enfrentó a un rival en la persona del magister equitum Aureliano. Abandonado por sus seguidores, Quintilo fue asesinado o se suicidó, y tras su muerte no fue divinizado.

## Nacimiento y familia

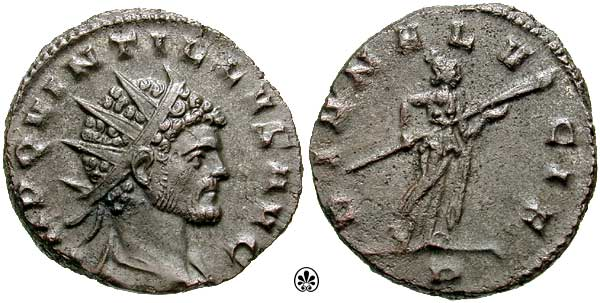
Antoniniano de Quintilo con la diosa Diana en el reverso, acuñado en la ceca de Mediolanum.

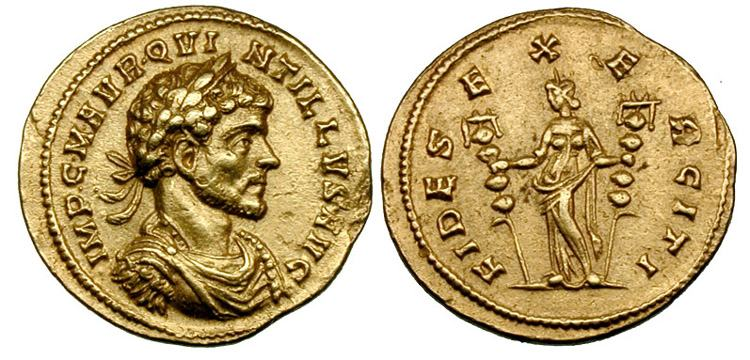
Áureo de Quintilo con Fides con dos estandartes militares y leyenda FIDES EXERCITI en el reverso, acuñado en la ceca de Mediolanum.

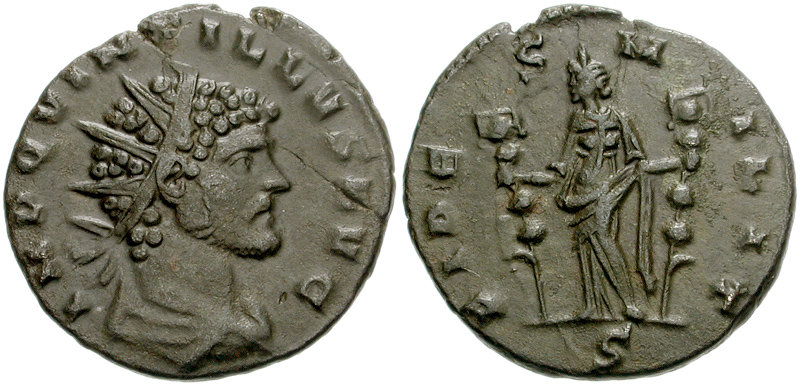
Antoniniano de Quintilo con Fides con dos estandartes militares y leyenda FIDES MILIT en el reverso, acuñado en la ceca de Mediolanum.

Marco Aurelio Claudio Quintilo nació en Iliria. Juan Malalas indica que en el momento de su muerte tenía 41 años, por lo que Udo Hartmann concluye que nació alrededor del año 229. No existe información fiable sobre sus antepasados o familiares; solo es posible afirmar que Quintilo tuvo un hermano llamado Claudio, quien gobernó el Imperio romano entre los años 268 y 270, y era conocido como Claudio II el Gótico. Sin embargo, según el testimonio de Trebelio Polión —autor de la biografía de Claudio en la colección de biografías imperiales Historia Augusta—, tenía otro hermano llamado Crispo y varias hermanas, una de las cuales se llamaba Constantina. Claudia, la hija de Crispo, contrajo matrimonio con un hombre llamado Eutropio y dio a luz a un hijo, Constancio, quien se convirtió en futuro emperador con el nombre de Constancio I Cloro (r. 293 a 306). Sin embargo, según los historiadores, lo más probable es que todos los parientes de Quintilo y Claudio mencionados en la Historia Augusta sean personas ficticias, así como su conexión con la dinastía de Constantino. El propio Quintilo estaba casado y tenía dos hijos.

## Carrera
Según las fuentes, Quintilo era el procurador de Cerdeña al comienzo del reinado de su hermano, en el año 268. En el momento de la muerte de Claudio, se encargó de dirigir las tropas que defendían el norte de Italia y Roma de las invasiones de las tribus germanas.
Las circunstancias de su llegada al poder se explican en las fuentes de diferentes formas. Eutropio escribió que Quintilo fue declarado emperador por las tropas y luego aprobado por el Senado, y Jerónimo y Juan Zonaras creían que los senadores contribuyeron a su entronización. Por su parte, el historiador Andreas Alföldi planteó la suposición de que las tropas estacionadas en Aquilea lo proclamaron emperador, y, en consecuencia, el Senado se vio obligado a aprobar su elección por respeto a Claudio. El apoyo del Senado también se explica por el hecho de que, probablemente, los senadores temían al comandante Aureliano, quien luchó contra los godos bajo las órdenes de Claudio y de hecho se situó al frente del ejército del Danubio tras la muerte de ese emperador, lo que lo convirtió en su probable sucesor. Además, las tropas de Quintilo, aunque numérica y cualitativamente inferiores a las enviadas por Aureliano, estaban mucho más cerca de la capital.
Evidentemente, las provincias reconocieron a Quintilo como emperador. Las monedas que llevan su nombre no solo se acuñaron en Roma y Mediolano, sino también en Cícico y Sisak. En algunas de estas aparecen imágenes personificadas de las provincias de Panonia Superior y Panonia Inferior, probablemente para intentar ganarse el favor de las legiones del Danubio. Solo Antioquía ignoró la llegada al poder de Quintilo, ya que Zenobia, gobernante del Imperio de Palmira, se preparó abiertamente para la secesión del imperio, expandiendo activamente su zona de influencia. Finalmente el control de Egipto se perdió; aprovechando la precaria posición de Quintilo, los palmireños ocuparon Galacia y Capadocia, sin embargo, fracasaron en la invasión de Bitinia. Además, seguían existiendo amenazas para el estado romano, como el Imperio galo o los godos, quienes continuaban con su invasión en los Balcanes. Estos últimos, retirándose más allá del Danubio, intentaron saquear Nicópolis del Istro y Anquíalo, pero las tropas locales, al mando de Aureliano, lograron repeler sus ataques, y en consecuencia, en honor a esta victoria se acuñaron monedas con la inscripción VICTORIA AUGUSTI. Aureliano se dirigió a Sirmio, donde fue proclamado emperador por las tropas, aunque se desconoce si este evento ocurrió simultáneamente con la ascensión al trono de Quintilo o no. La afirmación en el trono de Aureliano se apoyaba en el hecho de que, supuéstamente, en su lecho de muerte Claudio II lo nombró su sucesor.
Al enterarse de la proclamación de Aureliano como emperador, Quintilo reunió sus fuerzas en Aquilea con la intención, aparentemente, de enfrentarse a su rival. Sin embargo, este último contaba con una clara ventaja al liderar al ejército del Danubio, más curtido gracias a las recientes batallas contra los godos. Quintilo solo pudo oponerse con el apoyo del Senado. Según indican los historiadores, él mismo sintió la precariedad de su posición y, además, no tenía el favor de todo el ejército y no tuvo la oportunidad de ir a Roma e involucrar al Senado y al pueblo en la lucha por el poder. Finalmente, cuando Aureliano llegó a Aquilea, Quintilo ya estaba muerto.
Surgieron diferentes versiones sobre su muerte: Trebelio Polión comparó el destino de Quintilo con el de Galba y Pertinax, y manifestó que fue asesinado por sus propios soldados porque «se mostró exigente y estricto con estos». Sin embargo, Flavio Vopisco el Siracusano, biógrafo de Aureliano, presentó los acontecimientos de manera diferente: según su historia, al enterarse de las pretensiones de Aureliano al trono, el ejército abandonó a Quintilo a pesar de sus advertencias, y en consecuencia, privado de todo apoyo, se suicidó. Esta última versión también contó con el apoyo del historiador bizantino del siglo VII, Juan Antioqueno.
La duración del reinado de Quintilo también es motivo de controversia. Para Pseudo-Aurelio Víctor, esta se prolongó durante varios días. Las biografías de Claudio II y Aureliano en la Historia Augusta informaron de diecisiete y veinte días. Eutropio y Juan Zonaras también aseguraron que duró alrededor de diecisiete días, pero lo más probable es que este sea el número setenta y siete mal leído, citado en el Cronógrafo del 354. En cambio, Zósimo habló de varios meses. Sea cual sea el periodo del reinado de Quintilo, fue suficiente para que la mayoría de las cecas del imperio tuvieran tiempo para acuñar monedas con su nombre. Dietmar Kienast fechó el reinado de Quintilo en septiembre de 270, mientras que Michael Grant se adhirió al período enero-marzo/abril.
Después de su muerte, Quintilo no fue divinizado.

## Características de la personalidad y físicas
El historiador bizantino del siglo VI Juan Malalas describió la apariencia de Quintilo de la siguiente manera:

Era de media estatura, esbelto, de rostro alargado, con una nariz también alargada, piel morena, cabello lacio, con buena vista, y con canas en el pelo y la barba.

Eutropio lo detalló en su Breviarium historiae romanae como «un hombre de extraordinaria moderación y cortesía, digno de comparación, e incluso preferencia, con Claudio». En la obra de Trebelio Polión, Quintilo apareció como «un hombre impecable y, a decir verdad, un verdadero hermano de su hermano». Es posible que estas críticas halagadoras a la figura del emperador provengan de la simpatía que Quintilo y su hermano despertaron en el Senado y en los historiadores prosenado, los cuales se oponían activamente a Galieno.